# رابرت کوستا (بازیکن فوتبال)
رابرت کوستا (انگلیسی: Robert Costa؛ زادهٔ ۶ ژوئن ۱۹۹۴) بازیکن فوتبال اهل اسپانیا است.
از باشگاه‌هایی که در آن بازی کرده‌است می‌توان به باشگاه فوتبال سلتاویگو، باشگاه فوتبال بارسلونا بی، و باشگاه فوتبال بارسلونا اشاره کرد.